# Ludlow, Massachusetts

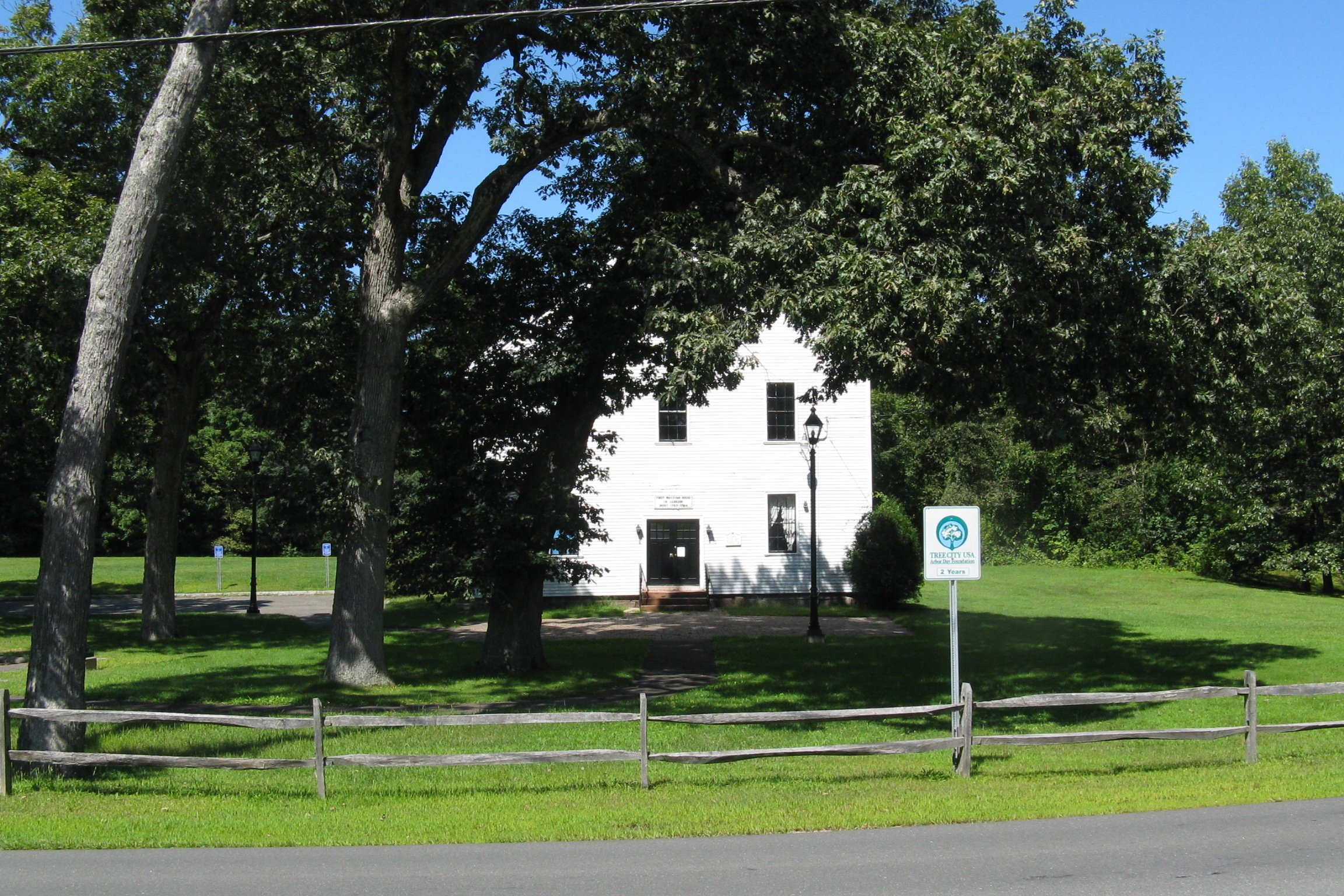

Ludlow är en kommun (town) i Hampden County i delstaten Massachusetts, USA, med cirka 21 209 invånare (2000). Den har enligt United States Census Bureau en area på 73,1 km² varav 2,8 km² är vatten.